# Hugo Schiff
Hugo (Ugo) Schiff, född 26 april 1834 i Frankfurt am Main, död 8 september 1915 i Florens, var en tysk-italiensk kemist. Han var bror till Moritz Schiff.
Schiff studerade kemi hos Friedrich Wöhler i Göttingen, där han 1857 blev filosofie doktor; samma år blev han privatdocent i Bern, var 1863–69 och 1879–1915 professor i kemi vid Istituto di studi superiori i Florens; 1876–79 var han professor i Turin. 
Schiff skrev åtskilliga avhandlingar om lösning av kroppar i blandningar av alkohol och vatten samt om lösningars specifika vikt och färg (1858–60), vidare många avhandlingar inom den oorganiska och den organiska kemin liksom monografier (däribland Untersuchungen über metallhaltige Anilinderivate und über Bildung von Anilinroth, 1864) samt en lärobok, Introduzione allo studio della chimia (1876; översatt till flera språk).